# 苏公亭
苏公亭，位于中国广东省湛江市雷州市西湖公园内，为湛江市雷州市的一个市级文物保护单位，类型为古建筑，公布时间为2003年12月29日。
苏公亭的历史年代为宋—清。